# Даніель Ерлунд
Даніель Ерлунд (швед. Daniel Örlund, нар. 23 червня 1980 року, Стокгольм) — шведський футболіст, воротар фінського клубу ГІК.
Насамперед відомий виступами за АІК та «Русенборг», а також національну збірну Швеції.

## Клубна кар'єра
Народився 23 червня 1980 року в місті Стокгольм. Вихованець юнацьких команд футбольних клубів «Енскеде» та «Спорвегенс».
У дорослому футболі дебютував 1999 року виступами за «Спорвегенс», в якому провів два сезони, взявши участь у 43 матчах чемпіонату.
На початку 2002 року перейшов в АІК, але не зміг завоювати місце в основній команді, і у 2004 році перейшов на правах оренди в «Кафе Опера».
Своєю грою привернув увагу представників тренерського штабу АІКа, до складу якого був повернутий того ж рокі. Цього разу Ерлунд став основним голкіпером команди і відіграв за команду з Стокгольма наступні чотири сезони своєї ігрової кар'єри.
Другу половину сезону 2008 року грав на правах оренди за «Фредрікстад», а після повернення в АІК допоміг клубу вперше за понад десять років стати чемпіоном Швеції.
До складу клубу «Русенборг» приєднався на початку 2010 року і в першому ж сезоні допоміг клубу виграти національний чемпіонат. Протягом п'яти сезонів встиг відіграти за команду з Тронгейма 119 матчів у національному чемпіонаті.
У березні 2015 року уклав контракт з фінським клубом ГІК.

## Виступи за збірну
2010 року провів один матч у складі національної збірної Швеції.

## Титули і досягнення
- Чемпіон Швеції (1):

АІК: 2009
- Володар Кубка Швеції (1):

АІК: 2009
- Чемпіон Норвегії (1):

«Русенборг»: 2010
- Володар Суперкубка Норвегії (1):

«Русенборг»: 2010